# 寧越郡
寧越郡（ヨンウォルぐん）は、大韓民国江原特別自治道にある郡。韓国の中でも最も地層が複雑な地域の一つである。

## 地理
江原特別自治道の南部に位置している。郡の東部には太白山脈が南北に伸び、小白山脈が分岐し東西に伸びているが、これらの両山脈の余波が郡内の至る所に影響を及ぼし、山岳が折り重なって白雲山・玉石山・白徳山などが聳え立っている。中央部は漢江とその支流の平昌江・酒泉江などが合流し、平地は寧越盆地以外ほとんどない。朝鮮累層群の石灰岩地層が発達した関係で至る所にカルスト地形が発達している。
忠清北道・慶尚北道に接し中部内陸地方に属する。東側には太白市、西側には原州市と横城郡、南側には忠清北道堤川市と丹陽郡、慶尚北道栄州市と奉化郡、北側には平昌郡と旌善郡が位置する。東江と西江が流れており、正式名称は東江は漢江、西江は平昌江である。寧越邑で両河川が合流し、俗称南漢江となる。寧越邑巨雲里には東江ダム建設の動きがあったが、2000年に白紙化された。

## 歴史
上古時代には三韓のうち辰韓に属していたが、以降百済時代(234年~286年)時代にはペグォル、高句麗時代(300年~331年)には奈生郡であったものを、新羅の時代に奈生県とし、新羅の景徳王の時代には溟州に属した。統一新羅以降、高麗の時代には東界に属し、以降顕宗の代には行政区域が整備されながら1018年、溟州の属県であった奈生県を現在の寧越に変え、原州すなわち中原府に属していたが恭愍王21年(1372年)、郡に昇格した。恭譲王元年(1389年)に忠清道から江原道に属した。
- 1699年 - 寧越都護府
- 1895年旧暦閏5月1日 - 忠州府寧越郡[2]
- 1896年8月4日 - 江原道寧越郡[3]
- 1906年 - 原州郡管轄の水周面と酒泉面が寧越郡に編入。
- 1914年4月1日 - 郡面併合により、寧越郡に以下の面が成立。[4]（8面）
  - 郡内面・両辺面・水周面・下東面・上東面・北面・西面・南面

| 法律第539号 읍설치에관한법률 |              |
| 旧行政区域                   | 新行政区域   |
| 川上面                       | 郡内面の一部 |
| 左辺面、右辺面               | 両辺面       |
| 1914年 | 1914年                                                               | 現在              | 現在                                                                 |
| 面     | 洞                                                                   | 区・邑・面        | 洞・里                                                               |
| ------ | -------------------------------------------------------------------- | ----------------- | -------------------------------------------------------------------- |
| 郡内面 | 巨雲里、徳浦里、文山里、芳節里、三玉里、永興里、下松里               | 寧越郡 寧越邑     | 巨雲里、徳浦里、文山里、芳節里、三玉里、永興里、下松里               |
| 南面   | 八槐里、興月里                                                       | 寧越郡 寧越邑     | 八槐里、興月里                                                       |
| 南面   | 淵堂里、倉院里、土橋里、助田里、広川里                               | 寧越郡 南面       | 淵堂里、倉院里、土橋里、助田里、広川里                               |
| 西面   | 北双里                                                               | 寧越郡 南面       | 北双里                                                               |
| 西面   | 広銭里、新川里、双龍里、甕亭里、後灘里                               | 寧越郡 韓半島面   | 広銭里、新川里、双龍里、甕亭里、後灘里                               |
| 北面   | 恭基里、徳上里、磨磋里、文谷里、延徳里                               | 寧越郡 北面       | 恭基里、徳上里、磨磋里、文谷里、延徳里                               |
| 両辺面 | 金馬里、桃川里、新日里、龍石里、酒泉里、板雲里                       | 寧越郡 酒泉面     | 金馬里、桃川里、新日里、龍石里、酒泉里、板雲里                       |
| 水周面 | 桃源里、斗山里、武陵里、法興里、雲鶴里                               | 寧越郡 武陵桃源面 | 桃源里、斗山里、武陵里、法興里、雲鶴里                               |
| 水周面 | 講林里、釜谷里、月峴里                                               | 横城郡 講林面     | 講林里、釜谷里、月峴里                                               |
| 上東面 | 碌田里、石項里、蓮上里、梨木里、稷洞里、禾院里                       | 寧越郡 サンソル面 | 碌田里、石項里、蓮上里、梨木里、稷洞里、禾院里                       |
| 上東面 | 九来里、内徳里                                                       | 寧越郡 上東邑     | 九来里、内徳里                                                       |
| 上東面 | 蓮下里                                                               | 寧越郡 寧越邑     | 蓮下里                                                               |
| 下東面 | 正陽里                                                               | 寧越郡 寧越邑     | 正陽里                                                               |
| 下東面 | 角洞里、内里、大野里、礼密里、玉洞里、臥石里、外龍里、注文里、津別里 | 寧越郡 金サッカ面 | 角洞里、内里、大野里、礼密里、玉洞里、臥石里、外龍里、注文里、津別里 |

- 1931年3月1日 - 両辺面が酒泉面に改称。（8面）
- 1937年7月1日 - 郡内面が寧越面に改称。（8面）
- 1960年1月1日 - 寧越面に上東面蓮下里を編入させ、寧越邑に昇格。[5]（1邑7面）
- 1963年1月1日（1邑7面）
  - 慶尚北道奉化郡春陽面徳邱里・川坪里が上東面に編入。[6]
  - 水周面講林里・釜谷里・月峴里が横城郡安興面に編入。[7]
- 1973年7月1日（2邑6面）[8]
  - 上東面に旌善郡新東面泉浦里の一部を編入させ、上東邑に昇格。
  - 下東面正陽里と南面興月里・八槐里が寧越邑に編入。
  - 西面北双里が南面に編入。
- 1986年4月1日 - 上東邑の碌田出張所（碌田里・稷洞里・梨木里）・石項出張所（石項里・蓮上里・禾院里を管轄）を中東面として分離。（2邑7面）
- 2009年10月20日（2邑7面）[9]
  - 西面が韓半島面に改称。
  - 下東面が金サッカ面に改称。
- 2016年11月15日 - 水周面が武陵桃源面に改称。[10]（2邑7面）
- 2021年11月2日 - 中東面がサンソル面に改称。[11]（2邑7面）

## 気候
最高気温極値は39.9℃（2018年8月1日）、最低気温極値は-23.5℃（2001年1月16日）である。
| 寧越郡の気候                                                | 寧越郡の気候  | 寧越郡の気候 | 寧越郡の気候 | 寧越郡の気候 | 寧越郡の気候 | 寧越郡の気候  | 寧越郡の気候   | 寧越郡の気候   | 寧越郡の気候  | 寧越郡の気候 | 寧越郡の気候 | 寧越郡の気候 | 寧越郡の気候     |
| 月                                                          | 1月           | 2月          | 3月          | 4月          | 5月          | 6月           | 7月            | 8月            | 9月           | 10月         | 11月         | 12月         | 年               |
| ----------------------------------------------------------- | ------------- | ------------ | ------------ | ------------ | ------------ | ------------- | -------------- | -------------- | ------------- | ------------ | ------------ | ------------ | ---------------- |
| 最高気温記録 °C （°F）                                      | 14.1 (57.4)   | 20.9 (69.6)  | 25.1 (77.2)  | 33.3 (91.9)  | 35.3 (95.5)  | 36.8 (98.2)   | 38.5 (101.3)   | 39.9 (103.8)   | 33.6 (92.5)   | 28.4 (83.1)  | 25.1 (77.2)  | 15.5 (59.9)  | 38.7 (101.7)     |
| 平均最高気温 °C （°F）                                      | 2.5 (36.5)    | 5.8 (42.4)   | 11.8 (53.2)  | 18.8 (65.8)  | 24.4 (75.9)  | 28.1 (82.6)   | 29.2 (84.6)    | 29.9 (85.8)    | 25.5 (77.9)   | 20.0 (68)    | 11.9 (53.4)  | 4.2 (39.6)   | 17.7 (63.9)      |
| 日平均気温 °C （°F）                                        | −3.6 (25.5)   | −0.8 (30.6)  | 4.9 (40.8)   | 11.5 (52.7)  | 17.0 (62.6)  | 21.3 (70.3)   | 23.9 (75)      | 24.3 (75.7)    | 19.2 (66.6)   | 12.6 (54.7)  | 5.3 (41.5)   | −1.7 (28.9)  | 11.2 (52.2)      |
| 平均最低気温 °C （°F）                                      | −9.2 (15.4)   | −6.8 (19.8)  | −1.5 (29.3)  | 4.3 (39.7)   | 10.0 (50)    | 15.6 (60.1)   | 20.1 (68.2)    | 20.5 (68.9)    | 14.7 (58.5)   | 7.1 (44.8)   | −0.1 (31.8)  | −7.0 (19.4)  | 5.6 (42.1)       |
| 最低気温記録 °C （°F）                                      | −23.5 (−10.3) | −23.1 (−9.6) | −15.5 (4.1)  | −6.9 (19.6)  | 1.7 (35.1)   | 4.1 (39.4)    | 10.8 (51.4)    | 11.5 (52.7)    | 3.7 (38.7)    | −5.6 (21.9)  | −11.7 (10.9) | −19.5 (−3.1) | −23.5 (−10.3)    |
| 降水量 mm （inch）                                          | 19.1 (0.752)  | 28.2 (1.11)  | 45.1 (1.776) | 73.5 (2.894) | 78.4 (3.087) | 137.1 (5.398) | 294.8 (11.606) | 280.4 (11.039) | 139.4 (5.488) | 49.4 (1.945) | 37.4 (1.472) | 22.3 (0.878) | 1,205.1 (47.445) |
| 平均降水日数 （≥0.1 mm）                                    | 6.7           | 6.3          | 8.3          | 9.0          | 8.9          | 10.2          | 16.4           | 15.1           | 10.0          | 6.2          | 8.2          | 6.8          | 112.1            |
| % 湿度                                                      | 63.5          | 59.8         | 57.8         | 55.6         | 62.6         | 69.4          | 79.8           | 79.7           | 77.7          | 74.0         | 69.6         | 67.1         | 68.1             |
| 平均月間日照時間                                            | 179.9         | 177.6        | 202.2        | 209.2        | 225.9        | 196.5         | 138.8          | 155.0          | 155.9         | 179.7        | 151.5        | 170.6        | 2,142.8          |
| 出典：韓国気象庁 (平均値：1995年-2020年、極値：1995年-現在) |               |              |              |              |              |               |                |                |               |              |              |              |                  |

## 下位行政区画

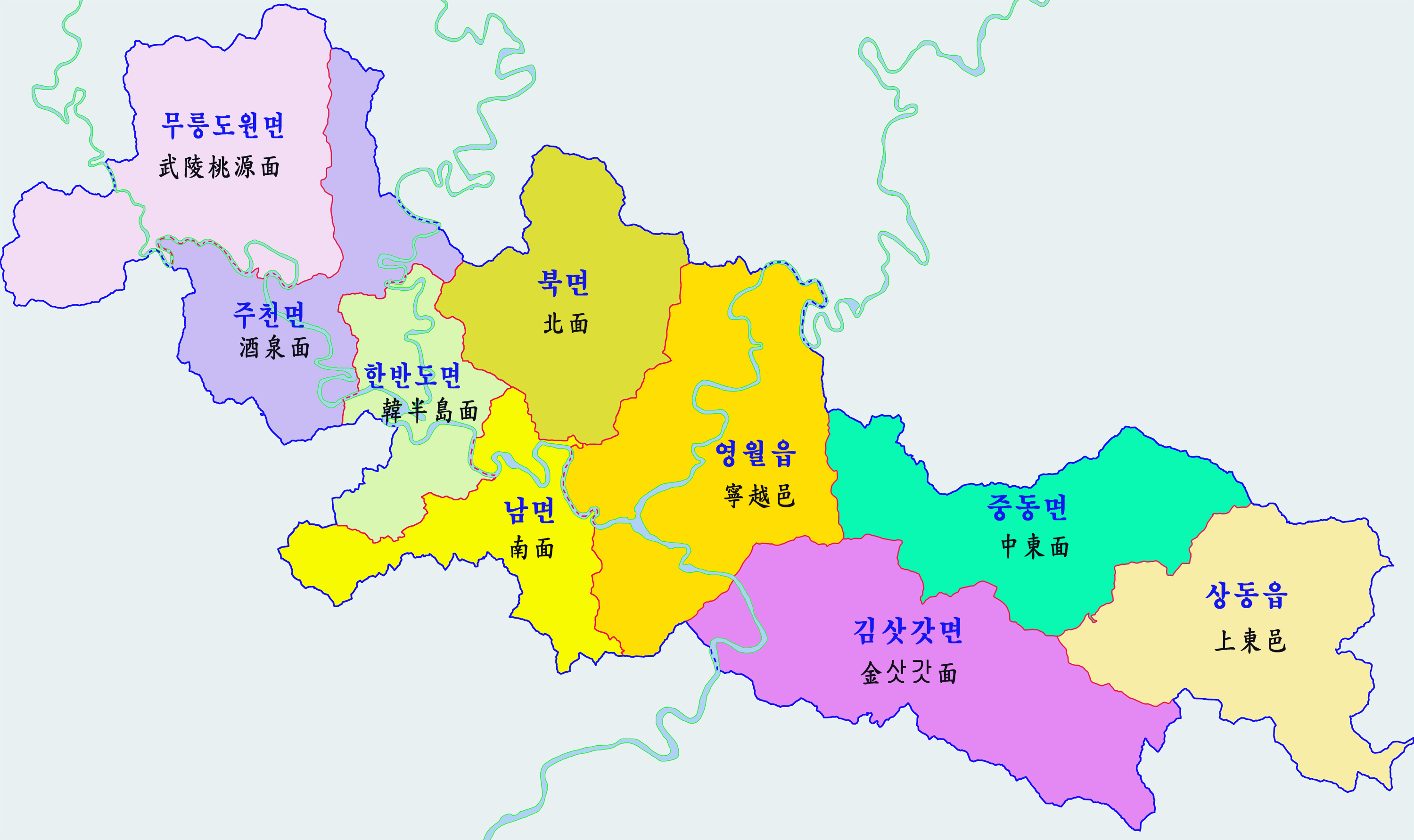
行政区域図

寧越郡の行政区域は2邑7面で構成される。タングステン鉱山があり1970年代に人口が4万人を超えていた上東邑は、現在全国で最も人口が少ない邑である。
| 邑・面       | 法定里                                                                                 |
| ------------ | -------------------------------------------------------------------------------------- |
| 寧越邑       | 巨雲里、徳浦里、文山里、芳節里、三玉里、蓮下里、永興里、正陽里、八槐里、下松里、興月里 |
| 上東邑       | 九来里、内徳里、徳邱里、川坪里                                                         |
| サンソル面   | 碌田里、稷洞里、梨木里、禾院里、蓮上里、石項里                                         |
| 酒泉面       | 酒泉里、板雲里、桃川里、新日里、金馬里、龍石里                                         |
| 武陵桃源面   | 桃源里、斗山里、武陵里、法興里、雲鶴里                                                 |
| 金サッガッ面 | 津別里、角洞里、大野里、玉洞里、礼密里、注文里、臥石里、外龍里、内里                   |
| 北面         | 磨磋里、文谷里、延徳里、恭基里、徳上里                                                 |
| 韓半島面     | 瓮亭里、広銭里、新川里、後灘里、双龍里                                                 |
| 南面         | 淵堂里、倉院里、土橋里、助田里、北双里、広川里                                         |

## 産業

### 農林業
山間地のため耕地面積は小さく、畑が多くを占める。主な農産物は米、トウモロコシ、大麦、小麦、ジャガイモ、蚕の繭、牛、鶏、山羊、蜂蜜などである。樹木の伐採が比較的少なく繁茂した森林が多く残っているため、用材や薪炭の生産が多く、特に鉱山用の坑木を他の地方に供給する。

### 鉱業
寧越郡の地質構造上、各種鉱物の埋蔵量が豊富で、寧越炭田と三陟炭田の無煙炭、上東鉱山のタングステン、朝鮮累層群の石灰石、その他鉄、亜鉛、モリブデン、ビスマス、ニッケル、スズなどが産出し、三陟市の三陟炭田とともに韓国の資源の宝庫を成している。しかし約40年の歴史を持つ寧越炭田の磨磋炭田が1972年9月末に閉山したのに続き、上東鉱山のタングステン鉱も安価な中国産が輸入されるようになった影響で1992年に採掘を中断した。
上東鉱山のタングステン、ビスマス、モリブデン、順鏡鉱山のスズ、三陟炭田の一部である玉洞の無煙炭は有名だったが、石炭合理化政策により鉱山は大きく減少した。無煙炭鉱山は寧越邑と北面にそれぞれ1か所がある。40万kWの寧越複合火力発電所と無尽蔵ともいえる石灰石は付近のセメント・石灰工業の発達に大きく寄与している。太白線の開通および同路線の電鉄化は地域の資源開発により拍車をかけている。

### 特産物
カワラヨモギ、ハラタケ属のキノコ類、唐辛子粉末、コチュジャン、ごま油、ツルニンジン、米、リンゴ、野菜、雑穀、ナツメ、シラヤマギクのナムル、蜂蜜、チルグクス（葛うどん）、ムㇰ、韓牛、メジュ、生鉱石、木工芸品、葛酒、葛ノンマルなどが有名である。

### 観光名所
- 荘陵（寧越邑）
- 魚羅淵 (寧越邑)
- 寧越立石（寧越邑）
- 寧越高氏窟（金サッカ面）
- 金サッカ遺跡地 (金サッカ面
- 清泠浦 (寧越邑)
- 寧越ダハヌ村 (酒泉面)
- ピョルマロ天文台 (寧越邑)
- 東江写真博物館 (寧越邑)
- 蓬萊山 (寧越邑)
- 韓半島地形 (韓半島面)
- 法興寺（武陵桃源面）
- 東江
- 江原道炭鉱文化村（北面）

### 祭
- 東江筏祭
- 東江国際写真祭
- 金サッカ文化祭

## 友好都市・姉妹都市
- 北海道東川町（日本）
- ソウル特別市城北区（大韓民国）
- ソウル特別市龍山区（大韓民国）
- ソウル特別市恩平区（大韓民国）
- ソウル特別市鐘路区（大韓民国）
- 京畿道南楊州市（大韓民国）
- 京畿道安養市（大韓民国）
- 京畿道河南市（大韓民国）
- 仁川広域市桂陽区（大韓民国）

## 交通

### 鉄道
- 太白線
  - 双竜駅 - 淵堂駅 - 清冷浦駅 - 寧越駅 - 炭釜駅 - 蓮下駅 - 石項駅

### 道路
- 国道31号線
- 国道38号線
- 国道59号線

## 教育
- 上東高等学校
- 寧越工業高等学校
- 磨磋高等学校
- 酒泉高等学校
- 寧越高等学校
- 石正女子高等学校

## 著名な出身者
- 厳廷柱
- 李喜度
- 張承台